# 蕭乂理
蕭乂理（529年—550年），字季英，南梁南康简王蕭绩第六子，梁武帝蕭衍之孫。
中大通元年（529年），蕭乂理出生才百日時，父親蕭绩去世。蕭乂理三歲的時候，看見内人分散，涕泣相送，便問原因，有人回答：“此简王宫人，丧毕去尔。”蕭乂理便開始哭泣，悲不自胜，宫人见之，莫不伤感。喪服除後，蕭乂理會見祖父梁武帝，再次悲泣不能自胜，梁武帝为之流涕，對左右說：“此儿大必为奇士。”大同八年（542年），封安樂縣侯，食邑五百戶。蕭乂理性慷慨，博览多识，有文才，曾經祭奠孔融墓，为之立碑，制文甚美。
太清二年（548年），侯景圍攻京城建康，蕭乂理聚集宾客数百，轻装趕赴南兗州，隨兄南康王蕭會理領軍入援京城。太清三年（549年），尚未到達建康時，建康已被侯景攻陷，又隨蕭會理返回廣陵。蕭乂理準備去北齊为质請求援兵，剛行兩日，即被占据广陵的侯景部將董绍先追回。董绍先提防蕭乂理甚嚴，使之不得与兄弟相见，又請其前往建康。
蕭乂理來到建康後，遇見元魏降人元贞，認為他立节忠正，可以托孤，遂把玉柄扇赠送給他。元贞不知原因，不受。蕭乂理對他說：“后当见忆，幸勿推辞。”大宝元年（550年），前江都令祖皓斩殺南兗州刺史董绍先，据广陵起兵反抗侯景，蕭乂理奔赴长芦，得軍千余人。蕭乂理因身邊有侯景的內應，起兵失敗，為侯景所殺。蕭乂理死後，元贞才領悟到其言，遂前去收葬了他。